# Pożajście (gmina)
Pożajście – dawna gmina wiejska istniejąca w XIX wieku w guberni suwalskiej. Siedzibą władz gminy było Pożajście (obecnie część Kowna).
Za Królestwa Polskiego gmina Pożajście należała do powiatu mariampolskiego w guberni suwalskiej. W wykazie gmin z 1867 jednostka występuje odrębnie (obok gminy Poniemoń), natomiast w wykazie z 1868 funkcjonuje już zintegrowana jednostka o nazwie gmina Poniemoń-Pożajście. W Słowniku geograficznym Królestwa Polskiego istnieją rozbieżności; hasło o powiecie mariampolskim (1885) podaje nadal odrębność gmin Poniemoń i Pożajście, natomiast w hasłach o miejscowościach (np. o Poniemoniu z 1887) figuruje gmina zintegrowana (Poniemoń-Pożajście).
Po odzyskaniu niepodległości przez Polskę i Litwę powiat mariampolski na podstawie umowy suwalskiej wszedł 10 października 1920 w skład Litwy.